# 니시무라 나오미
니시무라 나오미(일본어: 西村 直己, 1905년 10월 8일~1980년 7월 28일)는 10선 중의원 의원을 지낸 일본의 정치인이다.

## 생애
1905년 10월 8일에 도쿄부(지금의 도쿄도)에서 태어났다. 도쿄부립 제사 중학교와 구제 제일 고등학교를 거쳐 1929년에 도쿄 제국대학(지금의 도쿄 대학) 정치학과를 졸업했다. 이후 내무성에서 관료 생활을 시작해 시즈오카현 경찰부장, 스즈키 간타로 내각총리대신 비서관, 경시청 보안부장·경무부장, 고치현지사, 사무국 제2국장, 내무성 조사국장 등을 역임했다.
1949년 총선에 출마해 당선되어 국회의원이 되었다. 이후 중의원 건설위원장·예산위원장을 역임한 뒤 1960년 12월에 제2차 이케다 내각에서 방위청 장관으로 입각했다. 1966년에 자유민주당 정무조사회장을, 1968년에 농림상을 지냈다.
1971년에 전일본공수 58편 충돌 사고에 대한 책임을 지고 마스하라 게이키치가 방위청 장관에서 사임하자 후임 장관으로 입각했다. 하지만 기자회견에서 "유엔은 시골의 신용조합 같은 것", "중화인민공화국이 유엔에 가입한다면 더욱 안 좋아질지도 모른다", "몰디브는 비문명국이다. 그런 나라도 한 표를 가지고 있다" 등 유엔을 경시하고 개발도상국을 멸시하는 발언을 하여 강한 비판을 받았다. 결국 4개월 만에 장관에서 물러났다.
1976년 정계에서 은퇴했으며 1980년 7월 28일에 심근 경색으로 사망했다. 향년 74세.

## 역대 선거 기록
|  | 11.5% |

|  | 12.73% |

|  | 14.33% |

|  | 12.34% |

|  | 21.22% |

|  | 14.11% |

|  | 18.03% |

|  | 21.59% |

|  | 18.05% |

|  | 14.04% |

| 전임 요시토미 시게루 | 제42대 고치현지사 1946년 10월 23일~1947년 4월 21일 | 후임 가와무라 와카지 |

| 전임 에사키 마스미 | 제13대 방위청 장관 1960년 12월 8일~1961년 7월 18일 | 후임 후지에다 센스케 |

| 전임 구라이시 다다오 | 제39대 농림대신 1968년 2월 3일~1968년 11월 30일 | 후임 하세가와 시로 |

| 전임 마스하라 게이키치 | 제27대 방위청 장관 1971년 8월 2일~1971년 12월 3일 | 후임 에사키 마스미 |